# سيارة خارقة

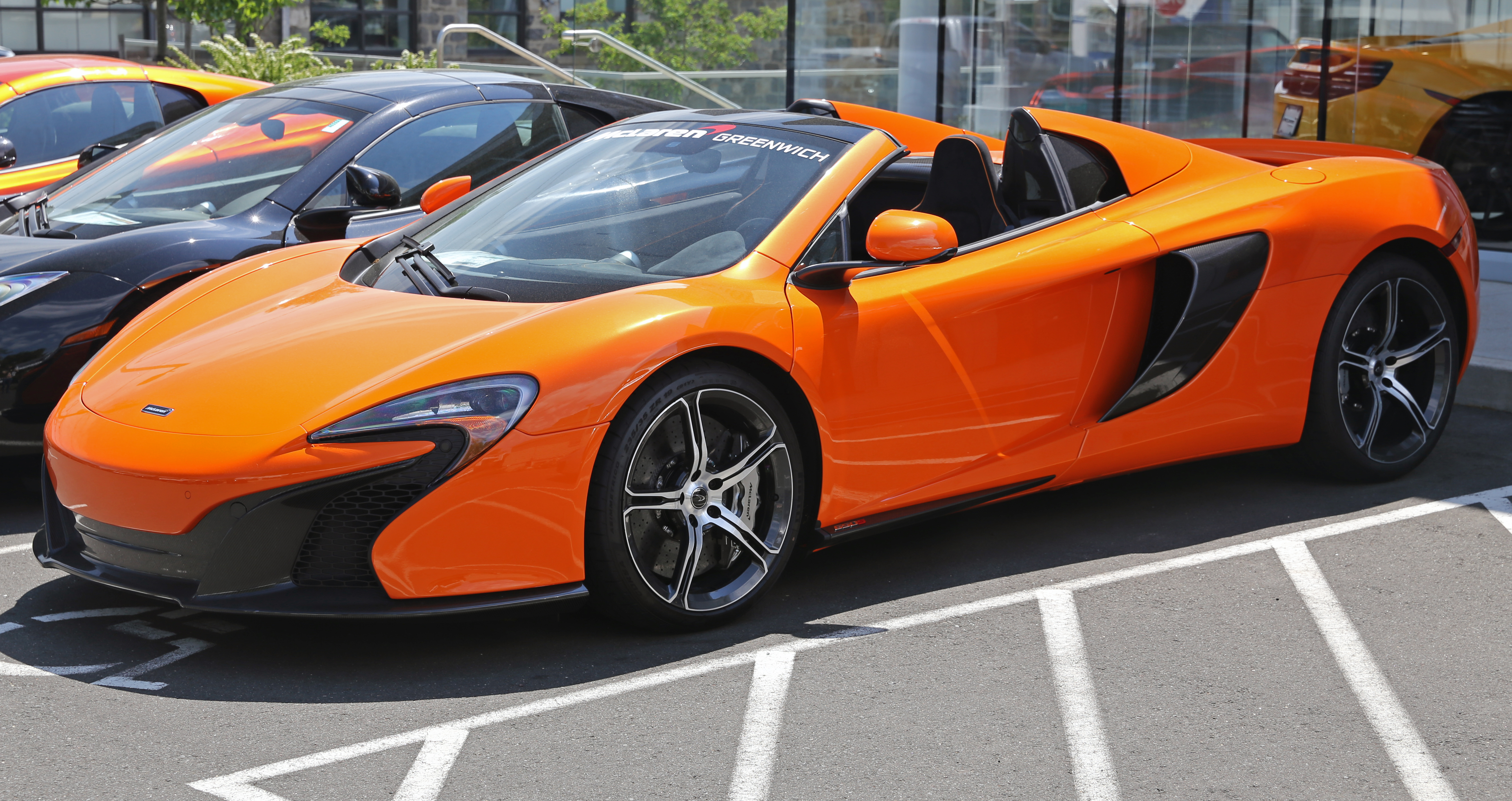
ماكلارين 650 أس مثال على السوبركار أو السيارة الخارقة

سوبركار وتترجم إلى سيارة خارقة، هي سيارة رياضية أو سياحية باهظة الثمن وعالية الأداء. عادة ما تسوق شركات صناعة السيارات عدد محدود من سيارات السوبركار ويكون ثمنها باهظا إلى باهظ جدا في بعض الاحيان وتحمل السيارة مواد تصنيع عالية الجودة ولها أداء منقطع النظير من حيث قوة المحرك وعدد الأحصنة ونظام الثبات والدفع ومبدل السرعة.